# Djénébou Danté
Djénébou Danté (sinh ngày 7 tháng 8 năm 1989) là một vận động viên người Mali chuyên về các sự kiện chạy nước rút. Cô đại diện cho đất nước của mình trong 100 mét tại Giải vô địch thế giới 2011.
Cô đã tham gia cuộc thi 400 mét nữ tại Thế vận hội mùa hè 2016 ở Rio de Janeiro. Cô ấy đứng thứ 5 trong sự nóng bỏng của mình với thời gian 52,85 giây. Cô là người cầm cờ cho Mali trong Cuộc diễu hành của các quốc gia. Cô đã giành huy chương vàng tại Đại hội Thể thao Pháp ngữ 2017 với thời gian 52,23 giây.

## Kỷ lục cuộc thi
| Năm               | Giải đấu                   | Địa điểm                           | Thứ hạng          | Nội dung          | Chú thích         |
| Representing Mali | Representing Mali          | Representing Mali                  | Representing Mali | Representing Mali | Representing Mali |
| ----------------- | -------------------------- | ---------------------------------- | ----------------- | ----------------- | ----------------- |
| 2005              | World Youth Championships  | Marrakech, Morocco                 | 72nd (h)          | 100 m             | 12.70             |
| 2005              | World Youth Championships  | Marrakech, Morocco                 | 51st (h)          | 200 m             | 25.77             |
| 2006              | World Junior Championships | Beijing, China                     | 45th (h)          | 200 m             | 25.25             |
| 2011              | World Championships        | Daegu, South Korea                 | 47th (h)          | 100 m             | 12.31             |
| 2011              | All-Africa Games           | Maputo, Mozambique                 | 20th (h)          | 100 m             | 12.48             |
| 2011              | All-Africa Games           | Maputo, Mozambique                 | 17th (h)          | 200 m             | 25.17             |
| 2014              | African Championships      | Marrakech, Morocco                 | 16th (h)          | 200 m             | 24.75             |
| 2014              | African Championships      | Marrakech, Morocco                 | 7th               | 400 m             | 54.34             |
| 2015              | African Games              | Brazzaville, Republic of the Congo | 7th               | 400 m             | 53.41             |
| 2016              | World Indoor Championships | Portland, United States            | 15th (h)          | 400 m             | 55.76             |
| 2016              | African Championships      | Durban, South Africa               | 5th               | 400 m             | 52.65             |
| 2016              | Olympic Games              | Rio de Janeiro, Brazil             | 42nd (h)          | 400 m             | 52.85             |
| 2017              | Islamic Solidarity Games   | Baku, Azerbaijan                   | 4th               | 400 m             | 53.94             |
| 2017              | Jeux de la Francophonie    | Abidjan, Ivory Coast               | 1st               | 400 m             | 52.23             |
| 2017              | World Championships        | London, United Kingdom             | 48th (h)          | 400 m             | 54.04             |
| 2018              | World Indoor Championships | Birmingham, United Kingdom         | 31st (h)          | 400 m             | 57.85             |

1. ↑  Djénébou Danté tại IAAF
2. ↑  "Rio 2016". Rio 2016. Bản gốc lưu trữ ngày 21 tháng 8 năm 2016. Truy cập ngày 27 tháng 8 năm 2016.
3. ↑  "The Flagbearers for the Rio 2016 Opening Ceremony". ngày 16 tháng 8 năm 2016. Truy cập ngày 27 tháng 8 năm 2016.
4. ↑  Did not start in the semifinals